# 冒险片
冒险片（英語：adventure film）是电影片种之一。和动作片不同的是，冒险片的动作场景一般都是出现在充满活力的异国情调的地方。
冒险片包括海盗片（英語：swashbuckler film）、灾难片（英語：disaster film）、历史片（英語：historical fiction），类似史诗片（英語：epic film）。主要情节元素是迷失的大陆、沙漠、丛林，人物去英勇寻宝或探险而展开未知旅程。题材来源于历史故事、传说、冒险英雄的事迹等。国王、战争、叛乱和海盗是常见的职业元素。冒险片同时也结合科幻片（英語：science fiction）、奇幻片（英語：fantasy film）和战争片（英語：war film）的情节结构而出现。

## 沿革
冒险片达到顶峰时期是在1930年代和1940年代的好莱坞，如著名的冒险片《侠盗罗宾汉》、《佐罗的面具》、《船长血》，早期冒险片的角色主要是男性，主要表现他们英勇地抵抗镇压、反对暴君，慢慢地，冒险片加入了女性主角。

## 流行概念
- 争取正义和反对暴君。如《侠盗罗宾汉》、《佐罗的面具》、《星球大战》。
- 悬念和危险的境遇之下，主人公必须逃离。
- 海盗。（如《加勒比海盗》系列电影）
- 旅行或者追寻失落的古堡、城邦、宝藏。（如《印地安纳·琼斯》系列、《九層妖塔》）
- 在过程中，主人公不断成长、成熟，发现并且掌握自己的命运。（如《星球大战》、《指环王》）
- 具有寓意的主题。（如《人猿星球》、《星际迷航》）

冒险片里还包括一些刻板的角色，某种情况下，观众和评论家认为这具有“隐蔽的种族主义”，如《印第安纳·琼斯之魔宫传奇》、《第一滴血》和“詹姆斯·邦德系列电影”就被控“打压第三世界人民”。